# Črniče
Črniče (la pronunciación aproximada en castellano es cherniche) es una localidad del municipio de Ajdovščina, en la región de Goriška en Eslovenia.
La localidad está situada a 11,5 km de la frontera con Italia cuyo paso internacional es el de la ciudad de Gorizia/Nova Gorica. 
Al sudeste de Crnice pasaba la ruta romana que comunicaba Aquilea y Siscia.